# 832. grenadirski polk (Wehrmacht)
832. grenadirski polk (izvirno nemško 832. Grenadier-Regiment; kratica 832. GR) je bil pehotni polk Heera v času druge svetovne vojne.

## Zgodovina
Polk je bil ustanovljen 15. novembra 1944 za potrebe 344. pehotne divizije.